# Минасович, Юзеф Дионизий
Юзеф Дионизий Минасович (пол. Józef Dionizy Minasowicz, арм. Յուզեֆ Մինասովիչ; 3 октября 1792, Варшава — 26 августа 1849, там же) — польский поэт, переводчик, редактор, теоретик литературы, юрист, педагог, государственный деятель.

## Биография
Армянского происхождения. Сын богатого купца. Брат художника Яна Клеменса Минасовича. Окончил Варшавский лицей, затем в 1810—1814 годах изучал право в Лейпцигском университете.
Вернувшись в Варшаву, поступил на государственную службу в Гражданский трибунал Варшавского департамента, с 1815 года — в правительстве Царства Польского, с 1817 года работал главным переводчиком одного из департаментов Царства Польского. Исполнял обязанности секретаря Сельскохозяйственного общества.
В 1819 году был назначен заместителем защитника судебной прокуратуры, в 1821 — защитник прокуратуры.
В 1820—1821 годах — соредактор варшавского музыкального журнала «Tygodnik muzyczny».
Читал лекции по истории римского и торговому праву в Варшавском университете.
В 1828 году занял пост министра финансов Царства Польского. Член Департамента Правящего Сената Царства Польского, государственный регистратор.

## Творчество
Автор стихов и песен, которые были изданы отдельной книгой в 1825 году. В 1844 году издано его "Полное собрание сочинений в 4-х томах.
Минасович — один из первых в Польше переводчиков Шиллера и Гёте. Первый, кто перевёл «Оду к радости», переводил также произведения Горация, Шекспира, Эжена Скриба и Жермена Делавиня.

## Награды
- Орден Святого Станислава 3 степени.

Похоронен на кладбище Старые Повонзки.